# Мухаммад Надім
Мухаммад Надім (5 березня 1972) — пакистанський хокеїст на траві.
Учасник Олімпійських Ігор 2000, 2004 років.